# Bašanija
Bašanija (italsky Bassania) je vesnice a přímořské letovisko v Chorvatsku v Istrijské župě, spadající pod opčinu města Umag. Nachází se asi 5 km severozápadně od Umagu. V roce 2011 zde žilo 256 obyvatel, což je nárůst oproti roku 2001, kdy zde žilo 243 obyvatel v 95 domech. Jedná se o nejzápadnější chorvatskou vesnici.
Sousedními vesnicemi jsou Savudrija a Zambratija.